# Шкембићи
Шкембићи (тур. işkembe çorbası) је супа од крављег или јагњећег меса (још се зову и трипице). Широко се (али не универзално) сматра леком за пијанство.  

## Блиски исток и југоисточна Европа
Шкембићи су уобичајено јело у балканским, источноевропским и блискоисточним кухињама. Сматра се да је лек за пијанство.    
У иранској кухињи, сираби такође познат као сираб сир-дун је назив супе од трипица и може се направити од говеђег или крављег или јагњећег меса.

### Бугарска
У Бугарској шкембе чорба прави се од целог свињског, говеђег или јагњећег меса куваног неколико сати, исеченог на ситне комаде и преливеног у чорбу. Супа се зачини млевеном црвеном паприком која се кратко пропржи (запржка), а често се додаје и мала количина млека. Традиционално, супа се служи са згњеченим белим луком у сирћету и љутом црвеном паприком. Постоји варијанта супе са цревима. 

### Румунија
Румунски назив за киселу супу од трипица је чиорба де бурта (од чиорба „кисела супа“, турски чорба + бурта „трбух“). Румунски шкембићи су слични супа од свињских бута. Често се праве са брашном, масном павлаком и жуманцима, фарбаним прженом ренданом шаргарепом или паприком и зачињеним сирћетом и умаком од белог лука (рендани бели лук помешан са уљем). Румунски новинар Раду Антон Роман рекао је: „Ово јело изгледа као да је направљено за пијане возаче, али има најпрефињенији и најсофистициранији начин припреме у целој румунској кухињи. Кисело је и слатко, топло и баршунасто, масно, а истовремено суптилно, еклектично и једноставно“.  
Ако се кисела база ферментисаних пшеничних мекиња под називом боршч користи у супи од трипица, кисела супа се зове борш.

### Србија
У Србији се ова супа прави од свежих трипица куваних са луком, белим луком и паприком. Обично се зачини прженом сланином и још белог лука, понекад згњеченог са брашном. Неке верзије се праве са млеком. Често се као зачин додају бели лук, сирће и чили паприка.

### Турска
У Турској, шкембићи које се зову чорбаш углавном се прави од крављег меса и обично се једу уз сос од сирћета и белог лука који се додаје за столом или уз додатак јајета и лимуна. Као и у многим другим земљама, сматра се „леком за пијанство” и налази се у готово свим новогодишњим јеловницима, који се служи одмах после поноћи. Ова традиција датира још од раног 19. века, када се први пут помиње као популарна супа у Отоманском царству која се конзумира одмах након испијања великих количина алкохола, обично ракије. 

## Централна Европа
У Хрватској су шкембићи познати као филеки, трипице или вампи.
У Чешкој, шкембићи су зачињени паприком, луком и белим луком, што резултира веома израженим зачињеним укусом налик гулашу. Чешко име је дршткова полевка, често скраћено у дрштковка .

## Западна и Јужна Европа
У Француској, tripes à la mode de Caen је традиционално јело нормандијске кухиње.
У Италији, trippa alla fiorentina је традиционално јело из Фиренце, а trippa alla milanese је традиционално миланско јело. Caldume (италијански) или quarumi (сицилијански) је сицилијанско јело од говеђих трипица куваних са поврћем, које се служи као улична храна у Палерму и Катанији. 

## У популарној култури
Шкембићи су поменути као "шкембе чорба" у песми "Скопје" групе Леб и сол са албума Као какао.